# پناهگاه حیات وحش دودانگه و چهاردانگه
پناهگاه حیات وحش دودانگه و چهاردانگه یک پناهگاه حیات وحش با مساحت ۱۶۹۰۱ هکتار است که در استان مازندران در ایران قرار دارد. این پناهگاه حیات وحش طبق مصوبهٔ شمارهٔ ۵۷۶ در تاریخ ۱۳۵۴/۵/۲۱ در فهرست مناطق تحت حفاظت سازمان محیط زیست ایران قرار گرفت.

## ویژگی‌های منطقه
پناهگاه در ۹۵ کیلومتری جنوب ساری واقع شده است. در گذشته کل پناهگاه در محدودهٔ بخش دودانگه بوده ولی پس از پیوست شدن دهستان نرماب به بخش چهاردانگه، قسمت‌هایی از پناهگاه در این بخش قرار گرفته است. ارتفاع پناهگاه از ۸۰۰ تا ۲۸۶۰ متغیر است.
اقلیم منطقه، مطابق اقلیم‌نمای آمبرژه برای ارتفاع ۸۰۰ تا ۲۰۰۰ مرطوب سرد و برای ارتفاع بالاتر از ۲۰۰۰ متر، نیمه‌خشک و سرد است. در مجموع پنج ریختار گیاهی برای پناهگاه تشخیص داده شده است: جنگل، درختزار، درختچه‌زار، بالشتکی خاردار، خزان‌شوندهٔ سردسیری
- جنگل انبوه از نوع جنگل کوهستانی خزری
- درختزار از انواع درختزار پهن برگ خزان شونده سردسیری و درختزار سوزنی برگ همیشه سبز مقاوم به سرما
- درختچه‌زار از انواع درختچه‌زار پهن‌برگ خزان‌شوندهٔ سردسیری بدون همیشه سبز، درختچه‌زار خزان‌شونده سردسیری، تنک خشکی‌پسند و درختچه‌زار سوزنی‌برگ همیشه سبز
- تشکیلات بالشتکی خاردار تنک و علف‌زار

## گونه‌های جانوری
شوکا، گراز، پلنگ، خرس قهوه‌ای، گرگ، گربه جنگلی و قرقاول

## تهدیدها
از مهم‌ترین عوامل تهدید می‌توان از تعارضات شرکت‌های چوب‌بری و قطع درختان منطقه و همچنین شکار غیرمجاز نام برد. بخشی از منطقه در محدودهٔ فیلمات دارای سابقهٔ حقوقی بوده و پس از طرح دعوی در مراجع قضائی به نفع شرکت چوب فریم تصرف گردیده است.